# Танаис (музей-заповедник)
Танаис — один из крупнейших историко-археологических музеев-заповедников России под открытым небом.
Танаис является первым из созданных в России археологических музеев-заповедников. Музей базируется на участках древнего города Танаиса. Город, названный по имени реки Танаис (Дон) был основан в её устье у впадения в Меотиду (Азовское море). Город Танаис почти восемь веков играл значительную роль в политической и экономической жизни городов Северного Причерноморья и граничащих с ними пространств Великой Степи.

## История
В 1955 году Академией наук СССР была сформирована Нижне-Донская археологическая экспедиция, которая совместно с Ростовским университетом и Ростовским музеем краеведения под руководством Д. Б. Шелова приступила к научному исследованию городища Танаис.
Чуть позже именно начальник Нижне-Донской экспедиции Д. Б. Шелов и заместитель директора Ростовского областного музея краеведения С. М. Марков выступили с инициативой создания музея-заповедника.
В 1958 году Ростовский облисполком издал постановление «О создании музея-заповедника „Танаис“ как филиала Ростовского областного музея краеведения».
В 1960 году музею-заповеднику была передана в бессрочное пользование земля с основной площадью городища и прилегающими к нему участками некрополя.
Было начато строительство первых зданий музея на основе щитовых конструкций: музейной экспозиции, администрации и двух небольших подсобных помещений. Тогда в штате музея были всего две штатные единицы (заведующий и сторож). 1 августа 1961 г. музей был открыт и принял первых посетителей.
В 1981 году Ростооблисполком в своем решении утвердил охранные зоны заповедника площадью 1200 га. В 1990 г. музей-заповедник стал самостоятельным учреждением культуры.
В настоящее время в заповеднике работает около 40 человек. На его территории были построены новое здание музея с основной исторической экспозицией, здание фондохранилища, административные помещения, корпуса для стационарных и временных выставок, музейно-педагогических занятий, технические службы.
В настоящее время в результате раскопок обнаружена примерно десятая часть древнего города, а также основная территория городского некрополя. Вниманию посетителей предлагаются не имеющие аналогов эталонные фондовые коллекции и экспозиция «под открытым небом», в которую входят лапидарий и масштабные реконструкции античных сооружений на музейной усадьбе (макет оборонительных сооружений Танаиса, римский мост, хижина меота, половецкое святилище).
В фондах музея в настоящее время насчитывается около 150 тысяч единиц предметов. Особую уникальность имеет «Зал амфорных эталонов», являющий собой единственный в Европе опыт открытого хранения амфорной тары.
Заповедник является важным культурно-просветительным и научным центром региона, который известен далеко за его пределами. Традиционно ежегодно, (обычно — во 2-ю субботу сентября), проводится праздник «День Танаиса» с обширной культурной программой.
Величайший вклад в становление и развитие музея-заповедника по-прежнему вносит Нижне-Донская археологическая экспедиция, которая с 1993 г. приобрела статус международной (отряды Германского Института археологии и Института археологии Варшавского университета).

## Руководство
C 1973 по 2002 бессменным директором музея-заповедника был В. Ф. Чеснок. Затем директором недолгое время был бывший заместитель министра культуры Ростовской области В. Касьянов. В 2005 директором был назначен Вадим Перевозчиков.

## Всемирная значимость
В феврале 2009 года археологический музей-заповедник Танаис стал кандидатом в список объектов всемирного наследия ЮНЕСКО.

## Экспозиция
Экспозиция музея-заповедника состоит из пяти залов. Общая площадь комплекса более 200 м².
- Первый зал — Елизаветинское городище, возникновение Танаиса, его развитие, торговые связи. В этом зале посетители музея знакомятся с древнегреческим, боспорским и древнеримским костюмами. В центре зала- фигура в костюме танаитки IV в. н. э., воссозданном по образцам из погребения 18 раскопок 1985 года.
- Второй зал — история экономической, культурной и политической жизни Танаиса I—III вв. н. э., в нём представлены скифские и сарматские костюмы, а также макеты жилищ и занятий танаитов и подлинные предметы, которые использовались для изготовления одежды и обуви в древности[5].
- Третий зал — этнический состав населения города; смешение культур, вероисповеданий, традиций, обрядов.
- Четвёртый зал — разноплановые выставки.
- Пятый зал — история открытия Танаиса и его исследования.

На территории Танаиса под открытым небом находятся раскопки и реконструкции строений: обширная экспозиция самого городища, реконструкции «Римский мост», «Хижина меота», «Башня поэтов» и огромные пифосы, древняя керамическая тара.

## Галерея

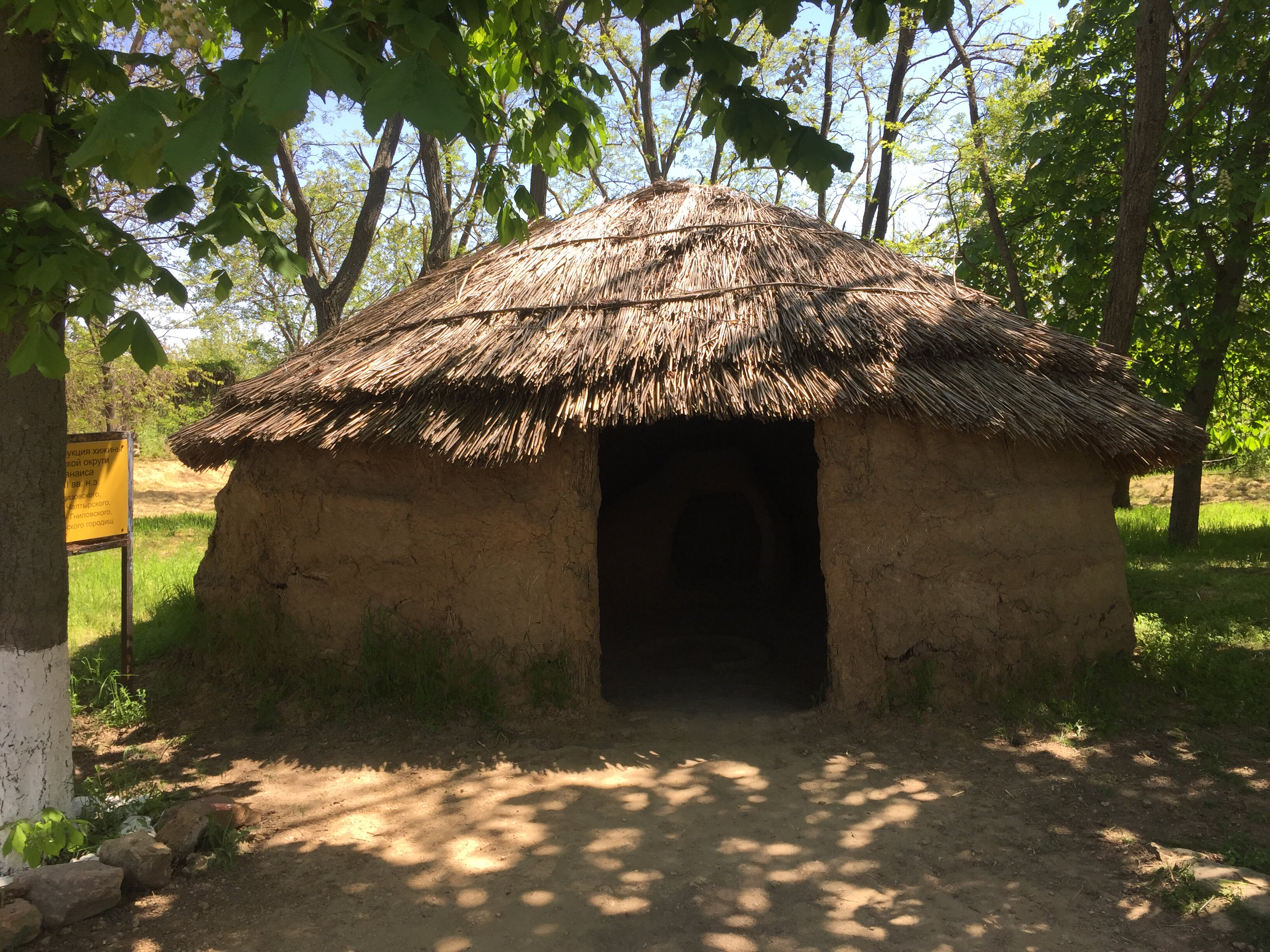
Реконструированное жилище - хижина меота.
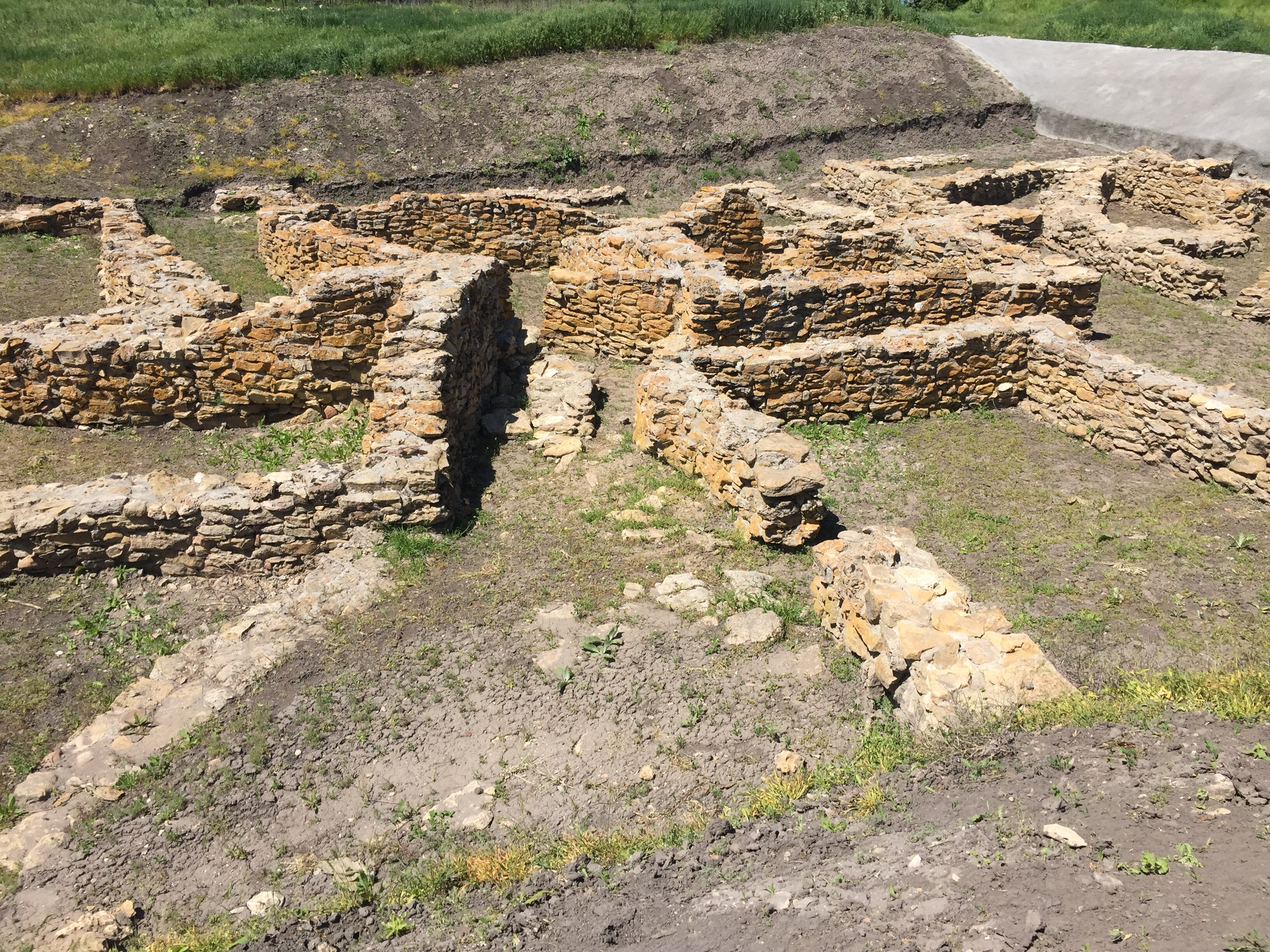
Улица некрополя города
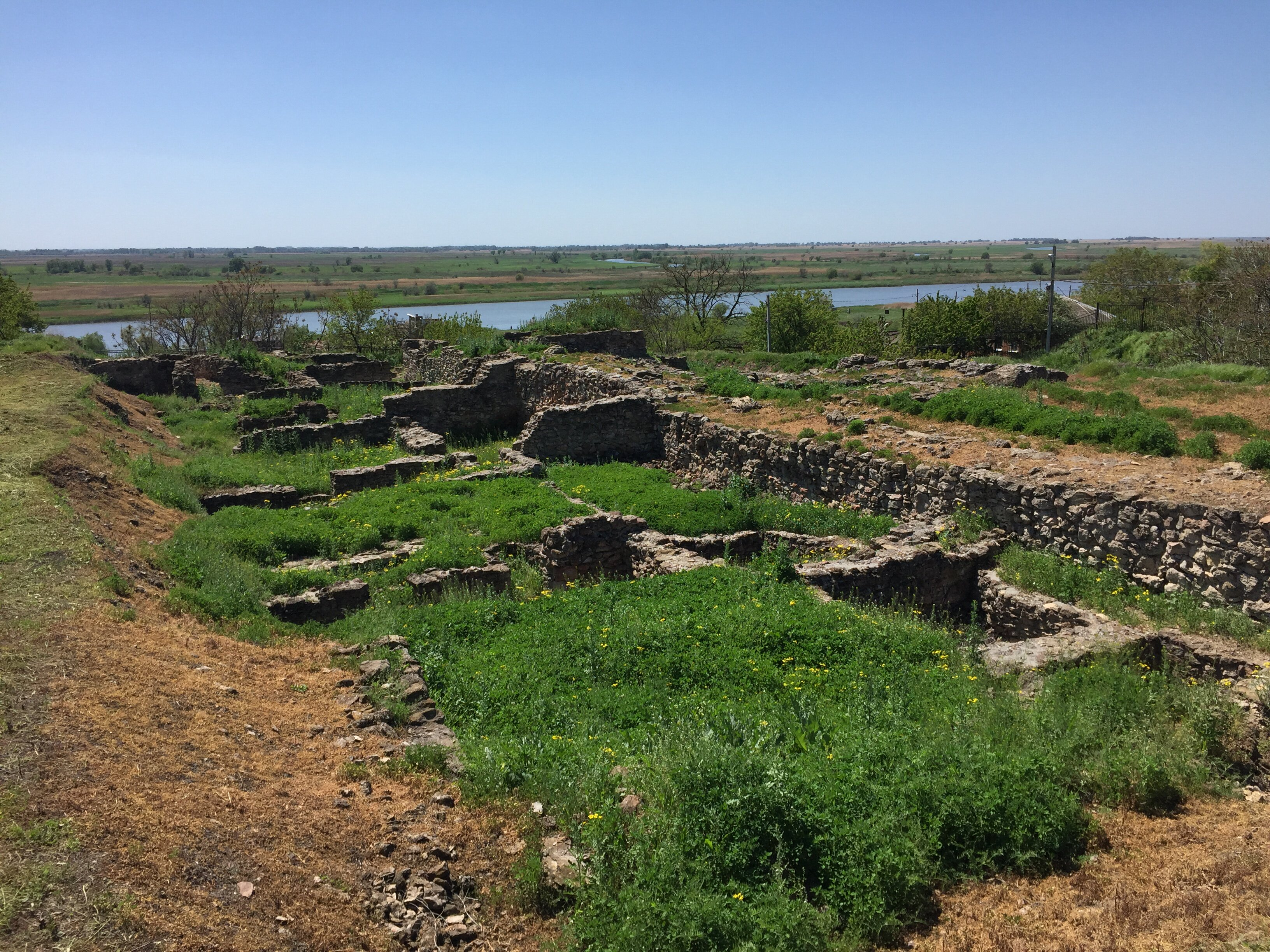
Раскопки построек у валовой стены выходившей к морю
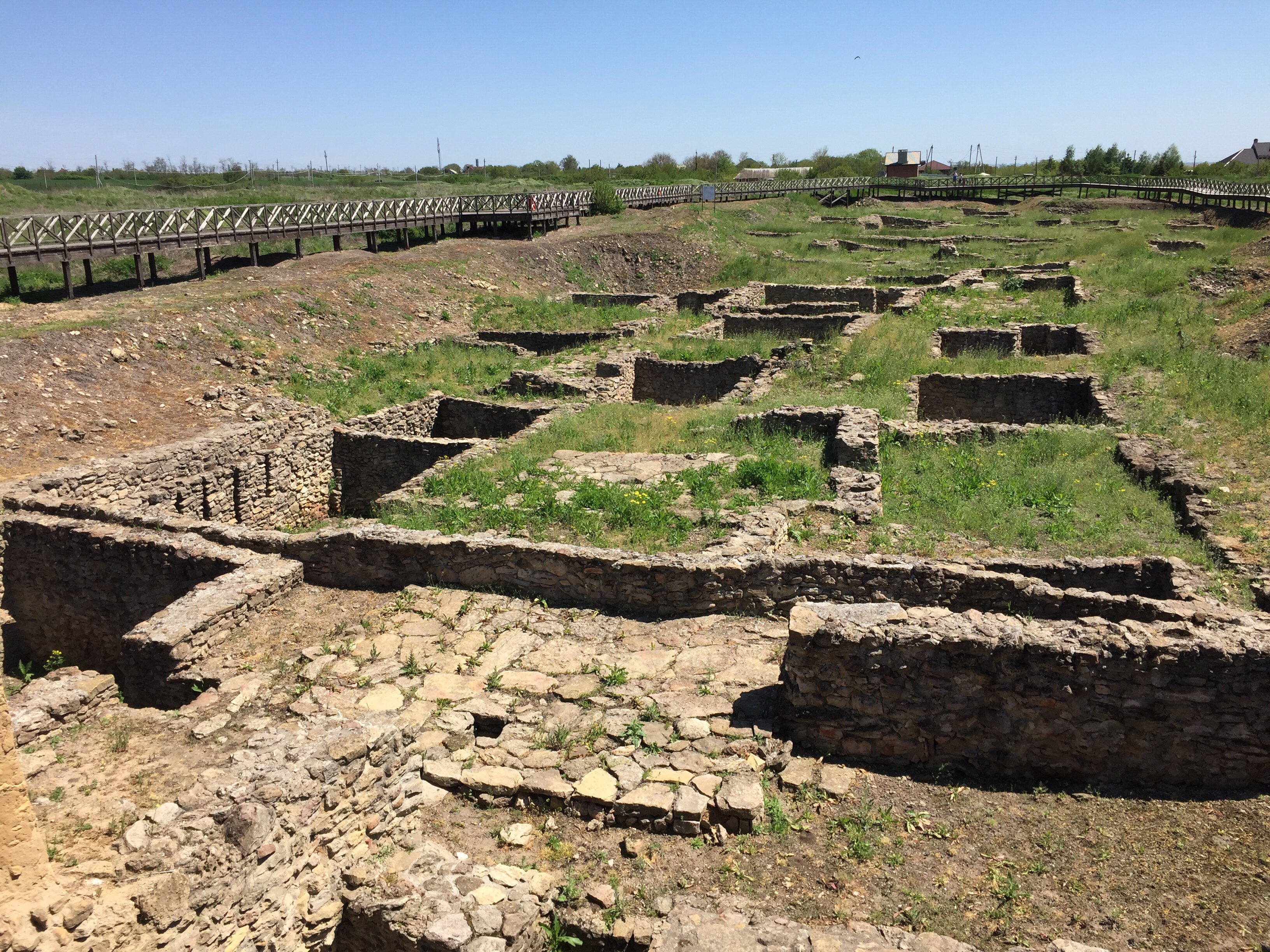
Акрополь - жилища наиболее богатой прослойки города
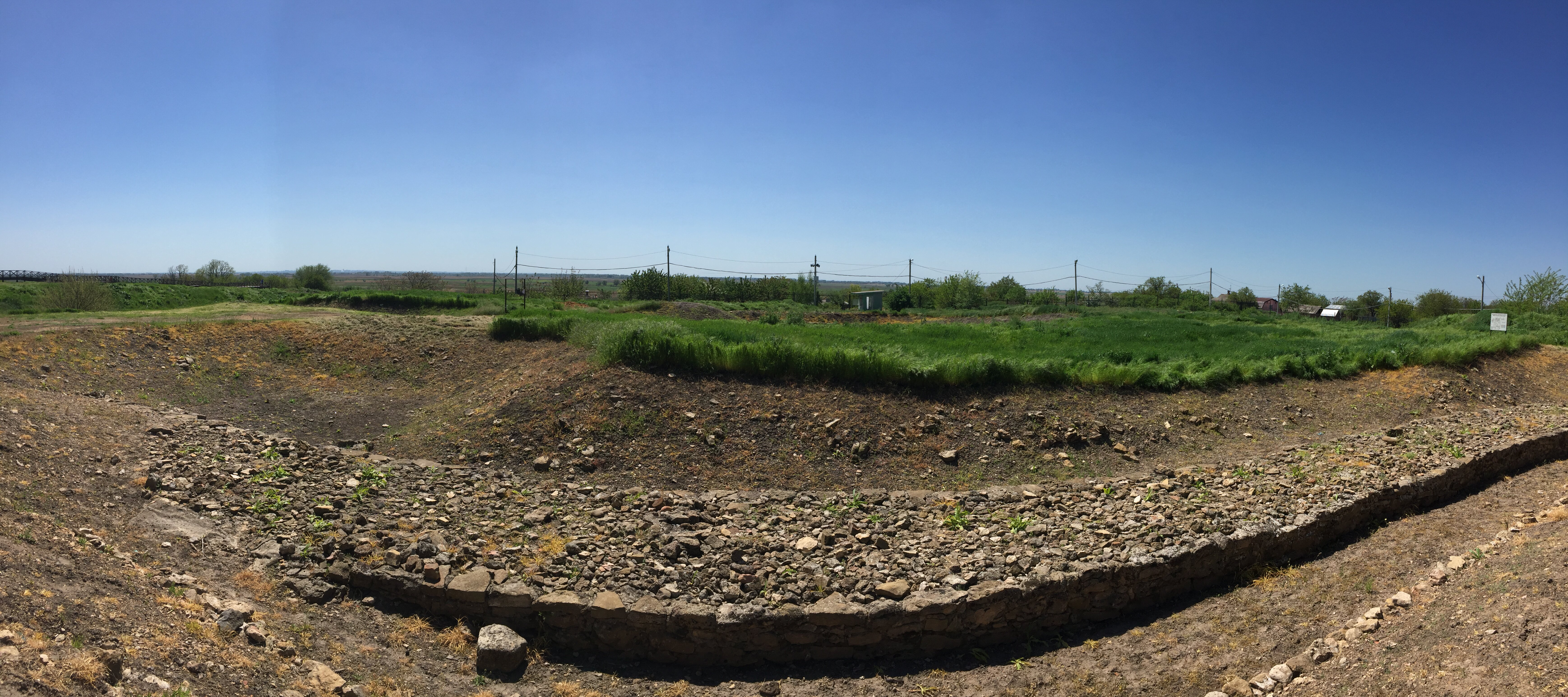
Остатки валовой стены защищавшей город
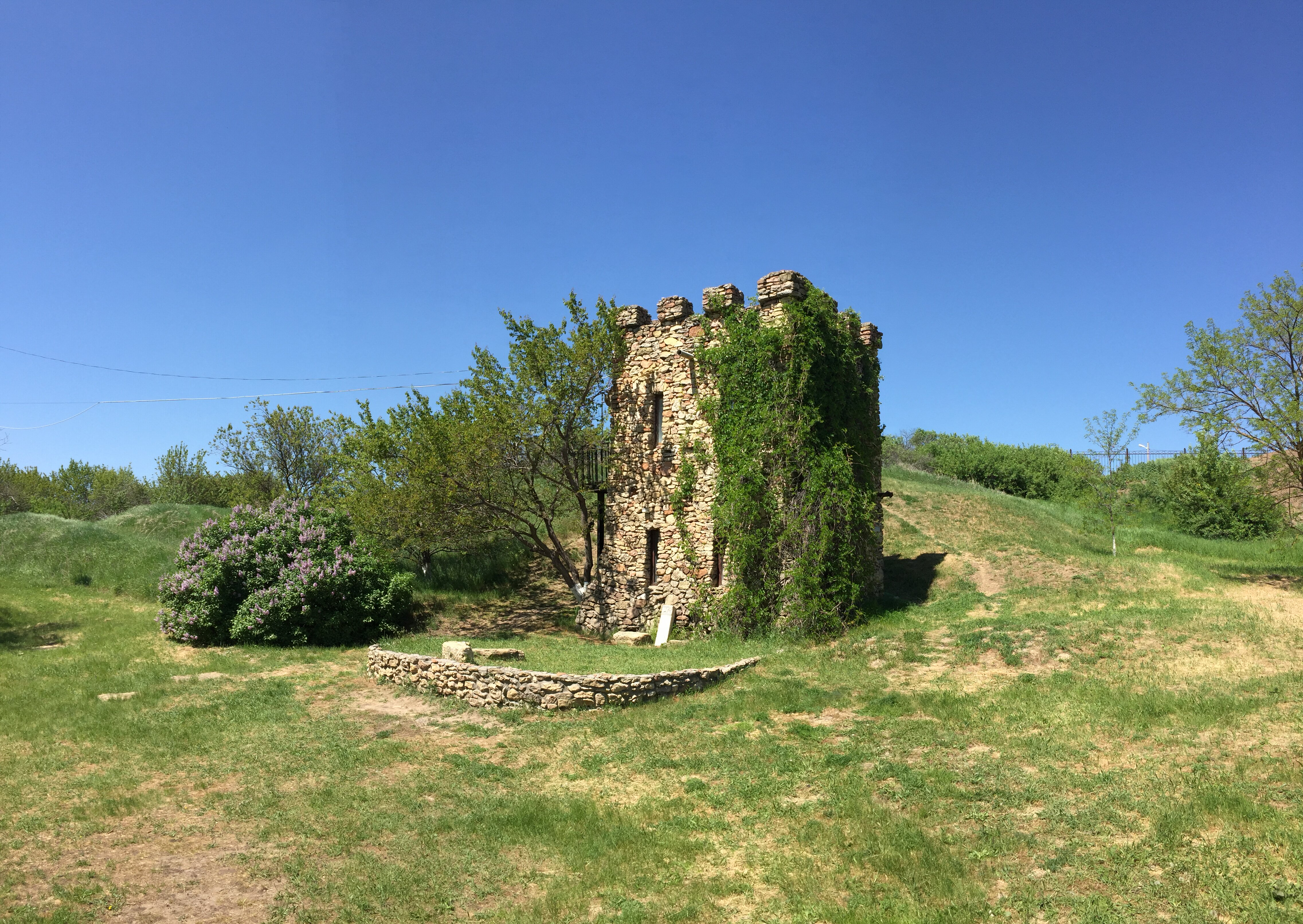
Башня современная реконструкция на территории музея